# 动态随机一般均衡
動態隨機一般均衡模型是一種宏觀經濟学模型，貨幣和財政當局經常使用它來進行政策分析、解釋歷史時間序列數據以及未來預測目的。DSGE是一种計量經濟學模型以易於處理的方式，應用一般均衡理論和微觀經濟原理來假設經濟現象，例如經濟增長和商業周期，以及政策影響和市場衝擊。